# Stephen Guarino

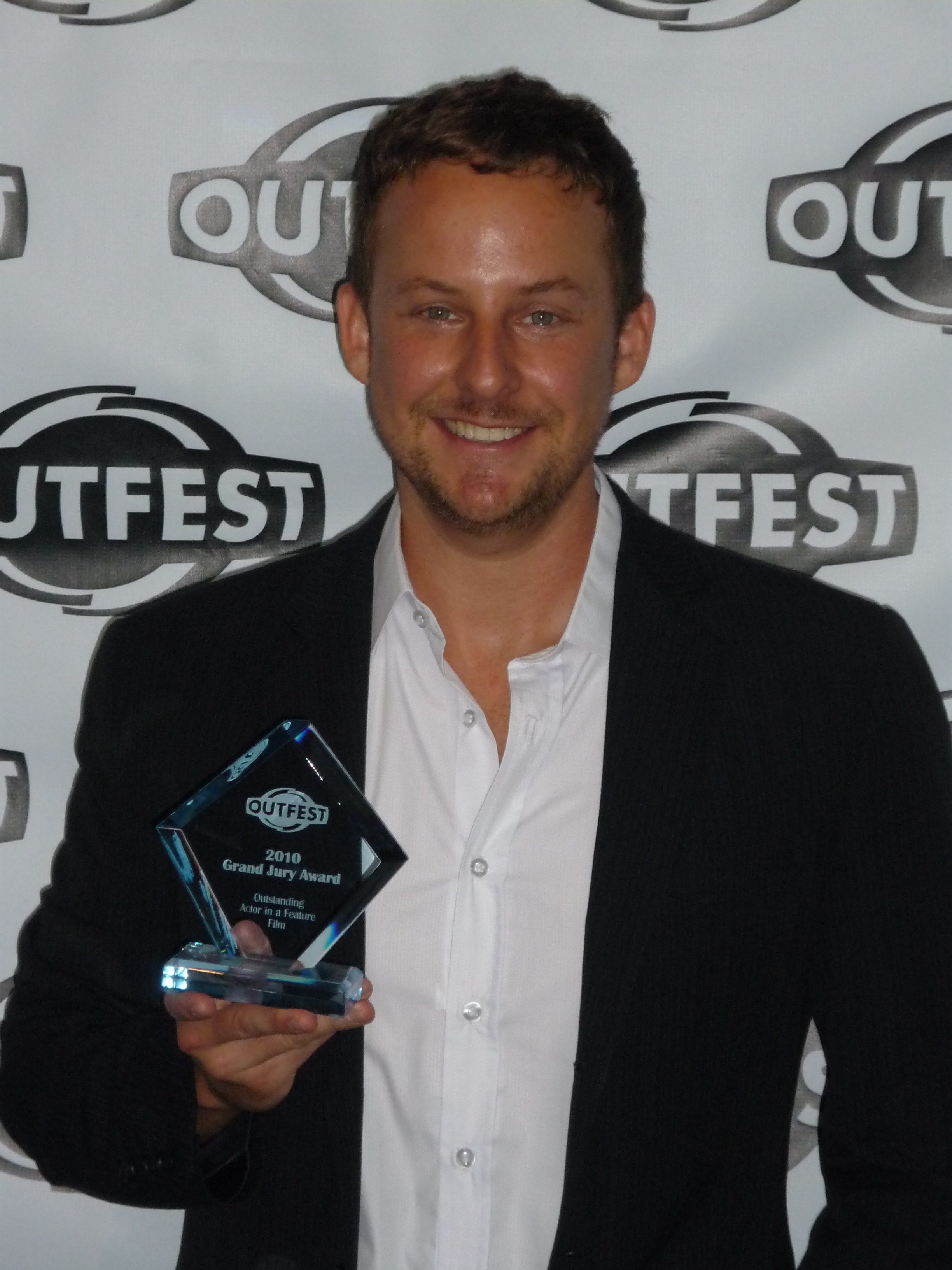
Stephen Guarino

Stephen Guarino (* 14. November 1975 in DeLand, Florida) ist ein US-amerikanischer Schauspieler und Komiker.

## Leben
Guarino studierte an der Florida State University. In verschiedenen Fernseh- und Filmrollen ist er seit 2006 als Schauspieler tätig. Guarino lebt offen homosexuell. 2010 erhielt er den Outfest Best Actor Award für seine Rolle im Spielfilm BearCity. Im Jahr 2018 wurde er für einen Daytime Emmy für seine Rolle als „Quincy“ in der Netflix-Serie EastSiders nominiert.

## Filmografie (Auswahl)
| Year      | Titel                                   | Rolle               | Anmerkungen |
| --------- | --------------------------------------- | ------------------- | --- |
| 2006–2010 | The Big Gay Sketch Show                 | Verschiedenes       | 23 Folgen |
| 2007      | Law & Order: Special Victims Unit       | Garrett             | Staffel 8, Folge 15 "Haystack" |
| 2007      | The Wedding Bells                       | Ross                | Staffel 1, Folge 3 "Wedding from Hell" |
| 2009      | Mein fast perfekter Valentinstag        | Bill                | |
| 2010      | ‘Til Death                              | Ryan                | Staffel 4, Folge 25 "Sell the House" |
| 2011–2013 | Happy Endings                           | Derrick             | 7 Folgen |
| 2012      | Hustling                                | Don Dixon           | 4 Folgen Nominiert – 7th Indie Series Awards Best Guest Actor – Drama                                                                                     |
| 2013      | The Neighbors                           | Chad                | Staffel 1, Folge 16 "Mother Clubbers" |
| 2013      | The Gates                               | Brett               | Pilot |
| 2014      | The Comeback                            | Chateau Gast        | Staffel 2, Folge 1 "Valerie Makes a Pilot" |
| 2014      | Marry Me                                | Derrick             | Staffel 1, Folge 3 "Scary Me" (Crossover Charakter von Happy Endings)                                                                                     |
| 2014      | Finding Carter                          | Toby                | 4 Folgen |
| 2014      | Jessie                                  | James McMillan      | Staffel 3, Folge 10 "Snack Attack" |
| 2015      | Life's A Drag (short)                   | DJ Tricky Dicky     | Staffel 1 Folge 1 "Retrograde" Gewonnen – 7th Indie Series Awards Best Guest Actor – Comedy                                                               |
| 2015      | Sofia die Erste – Auf einmal Prinzessin | Köing Marcus        | Staffel 3, Folge 5 "Minding The Manor" |
| 2015      | Sorry, Ari                              | Marcus              | 4 Folgen |
| 2016      | Gay Skit Happens                        | Verschiedene Rollen | 2 Folgen |
| 2016      | Me & Mean Margaret                      | Paul                | Pilot |
| 2016–2017 | Relatively Happy                        | Perry               | Pilot |
| 2016–2017 | Dr. Ken                                 | Connor              | 9 Folgen |
| 2016–2017 | Superior Donuts                         | Brad                | Pilot |
| 2016–2017 | 2 Broke Girls                           | Richie              | Staffel 6, Folge 13 "And The Stalking Dead" |
| 2017–2018 | I'm Dying Up Here                       | Sully Patterson     | 10 Folgen |
| 2018      | EastSiders                              | Quincy              | 12 Folgen Nominiert – 7th Indie Series Awards Bester Nebendarsteller – Drama Nominiert – Daytime Emmy Award Nebendarsteller in einer Daytime Drama Series |
| 2018      | The Strivers                            | Mark Cicero         | Pilot |